# Oleg Mamasakhlisi
Oleg Mamasakhlisi (Kutaisi, 25 de noviembre de 1995) es un futbolista georgiano que juega en la demarcación de defensa para el FC Saburtalo Tbilisi de la Erovnuli Liga.

## Selección nacional
Hizo su debut con la selección de fútbol de Georgia en un partido amistoso contra Uzbekistán que finalizó con un resultado de empate a dos tras los goles de Teimuraz Shonia y Saba Lobjanidze para Georgia, y un doblete de Eldor Shomurodov para Uzbekistán.

## Clubes
| Club                  | País    | Año       | Partidos | Goles |
| --------------------- | ------- | --------- | -------- | ----- |
| FC Torpedo Kutaisi    | Georgia | 2013-2018 | 111      | 10    |
| FC Samtredia          | Georgia | 2018-2019 | 14       | 3     |
| FC Chikhura Sachkhere | Georgia | 2019-2020 | 28       | 1     |
| FC Torpedo Kutaisi    | Georgia | 2020-2021 | 42       | 4     |
| FC Shukura Kobuleti   | Georgia | 2022      | 32       | 5     |
| FC Saburtalo Tbilisi  | Georgia | 2023-     | 2        | 0     |